# Trachelipus radui
Trachelipus radui är en kräftdjursart som beskrevs av Tomescu och Olariu 2000. Trachelipus radui ingår i släktet Trachelipus och familjen Trachelipodidae. Inga underarter finns listade i Catalogue of Life.